# Ludvig II. Bavarski
Ludvig II. Oton Bavarski (München, 25. kolovoza 1845. — jezero Starnberg kraj Münchena, 13. lipnja 1886.), bavarski kralj od 1864. do 1886. godine, najstariji sin Maksimilijana II. iz dinastije Wittelsbacha. U prusko-austrijskom ratu 1866. ratovao je protiv Pruske, a u francusko-pruskom ratu (1870. – 1871.) stao je na stranu Pruske i Bismarcka. Godine 1871. priključio je svoje zemlje novoosnovanom Njemačkom Carstvu.
Zbog duševne bolesti, uklonjen je s prijestolja 1886. i zatočen te je uskoro umro, vjerojatno počinivši samoubojstvo.
Bio je poznat kao pokrovitelj glazbenika Richarda Wagnera i po gradnji mnogobrojnih dvoraca od kojih je najpoznatiji Neuschwanstein izgrađen 1869. godine.